# Muraenolepididae
Muraenolepididae é uma família de peixes actinopterígeos pertencentes à ordem Gadiformes.